# ائورودیکه ۷۵
سیارک ۷۵ (به انگلیسی: 75 Eurydike) هفتاد و پنجمین سیارک کشف شده‌است که در ۲۲ سپتامبر ۱۸۶۲ کشف شد.
قدر مطلق سیارک برابر ۸٫۹۶ است.